# Мария Магдалена фон Йотинген-Йотинген
Мария Магдалена фон Йотинген-Йотинген (на немски: Maria Magdalena von Oettingen-Oettingen, * 28 август 1600 в Йотинген; † 29 май 1636 в Страсбург) е графиня от Йотинген-Йотинген и чрез женитби графиня на Золмс-Зоненвалде и Хоенлое-Нойенщайн-Вайкерсхайм.
Тя е най-голямата дъщеря на граф Лудвиг Еберхард фон Йотинген-Йотинген (1577 – 1634) и съпругата му графиня Маргарета фон Ербах (1576 – 1635), дъщеря на граф граф Георг III фон Ербах (1548 – 1605) и втората му съпруга графиня Анна фон Золмс-Лаубах (1557 – 1586).
Мария Магдалена умира на 29 май 1636 г. в Страсбург на 35 години.

## Фамилия
Мария Магдалена фон Йотинген-Йотинген се омъжва на 23 април 1620 г. в Йотинген за граф Хайнрих Вилхелм фон Золмс-Зоненвалде (21 март 1583 – 21 март 1632). Тя е втората му съпруга. Те имат децата:
- Йохан Лудвиг (* 1621)
- Елизабет Шарлота (1621 – 1660), омъжена I. 1640 г. за граф Георг Фридрих фон Раполтщайн (1594 – 1651), II. 1658 г. за граф Йохан Филип III фон Лайнинген-Дагсбург-Емихсбург (1622 – 1666)
- София Доротея (1622 – 1648), омъжена 1647 г. за херцог Улрих фон Вюртемберг-Нойенбюрг (1617 – 1671), син на херцог Йохан Фридрих фон Вюртемберг-Щутгарт
- Георг Фридрих (1626 – 1688), граф на Золмс-Зоненвалде, женен I. 1648 г. за Пракседис фон Хоенлое-Валденбург-Пфеделбах (1627 – 1663), II. 1664 г. за принцеса Анна София фон Анхалт-Бернбург (1640 – 1704)
- Йохан Христиан (1628 – 1629)
- Луиза Хенриета (* ок. 1630)
- Мария Елеонора Христина (* ок. 1630)
- Хедвиг София (* ок. 1630)

Нейният брат граф Йоахим Ернст фон Йотинген-Йотинген (1612 – 1658) се жени 1633 г. за нейната заварена дъщеря Анна Сибила фон Золмс-Зоненвалде (ок. 1620 – 1635).
Мария Магдалена фон Йотинген се омъжва втори път на 27 август 1633 г. във Вюрцбург за граф Георг Фридрих фон Хоенлое-Нойенщайн-Вайкерсхайм (5 септември 1569 – 7 юли 1645). Тя е втората му съпруга. Те имат една дъщеря:
- Магдалена фон Хоенлое-Вайкерсхайм (* 22 март 1635; † 14 ноември 1657), омъжена на 25 февруари 1652 г. за граф Хайнрих Фридрих фон Хоенлое-Лангенбург (1625 – 1699)